# Pfeiffer-Effekt
Der Pfeiffer-Effekt beschreibt ein Phänomen in der Stereochemie organischer Verbindungen. Der Name geht zurück auf den deutschen Chemiker Paul Pfeiffer (1875–1951).
Wenn man zur Lösung einer chiralen Verbindung die Lösung eines labilen Racemats gibt, dann ändert sich die optische Aktivität. Bei den racemischen Verbindungen handelt es sich hauptsächlich um Metallkomplexe. Als Mechanismus wird eine Bindung in der zweiten Koordinationssphäre (äußere Sphäre) angenommen.